# Mount Bentley
Mount Bentley ist ein 4245 m hoher Berg im westantarktischen Ellsworthland. Er ragt 3 km nördlich des Mount Anderson im Hauptkamm der Sentinel Range des Ellsworthgebirges auf.
Entdeckt wurde er von der sogenannten Marie Byrd Land Traverse Party, einer Mannschaft vorwiegend zur Erkundung des Marie-Byrd-Lands zwischen 1957 und 1958. Diese benannte den Berg nach dem US-amerikanischen Seismologen Charles Raymond Bentley (1929–2017), Leiter dieser Mannschaft und von 1957 bis 1959 tätig auf der Byrd-Station.